# Oman (Bułgaria)
Oman (bułg. Оман) – wieś w południowo-wschodniej Bułgarii, w obwodzie Jamboł, w gminie Bolarowo. Według danych Narodowego Instytutu Statystycznego, 31 grudnia 2011 roku wieś liczyła 73 mieszkańców.